# 神戸大学海事博物館
神戸大学海事博物館（こうべだいがくかいじはくぶつかん）は、兵庫県神戸市東灘区の神戸大学深江キャンパスにある博物館。正式名称は「神戸大学大学院海事科学研究科海事博物館」である。入館無料。

## 概要
1958年（昭和33年）、神戸商船大学の「海事参考館」として発足した。1967年（昭和42年）の神戸商船大学50周年（私立川崎商船学校創設から50周年）記念事業として現在の展示室が完成し、「海事資料館」と改称した。
1995年1月17日の阪神・淡路大震災では多くの被害を受ける。
神戸商船大学と神戸大学とが大学統合した翌2004年（平成16年）10月１日に「海事博物館」へと名称を改める。
兵庫県博物館協会加盟館。大学博物館等協議会加盟館。みなとの博物館ネットワーク･フォーラム正会員。公文書等の管理に関する法律施行令に基づく歴史資料等保有施設。またひょうごっ子ココロンカードの対象施設になっている。

## 所蔵資料
北前船や樽廻船などの和船模型、船大工の板図や大工道具類、航路図や航海の安全祈願の絵馬、西洋型帆船や商船模型、近代の航海用具の他、寄贈書籍など2万3千点を数える。

## アクセス
- 阪神本線深江駅から南へ徒歩10分[7]